# Rudolf Hoppe

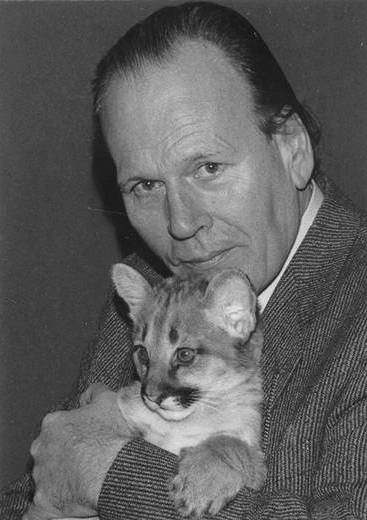
Rudolf Hoppe (1990)

Rudolf Hoppe (Wittenberge, 29 ottobre 1922 – 24 novembre 2014) è stato un chimico tedesco, noto per le sue ricerche su fluoruri e ossidi inorganici.

## Carriera accademica
Hoppe studiò chimica all'Università Christian-Albrechts di Kiel e nel 1954 ottenne il dottorato all'Università Wilhelms di Münster in Vestfalia. Sempre a Münster ottenne l'abilitazione e fu nominato professore di chimica nel 1958. Nel 1965 gli fu offerta la cattedra di chimica analitica ed inorganica presso l'Università Justus-Liebig di Giessen, posizione che mantenne fino al pensionamento nel 1991.

## Ricerca scientifica

### A Münster
Hoppe diventò famoso per la sintesi di XeF2, composto stabile formato da un gas nobile, risultato che fu pubblicato nel novembre del 1962. La procedura usata seguiva la modalità di sintesi precedentemente usata da Neil Bartlett per l'esafluoroplatinato di xeno; questa sintesi fu fatta nel marzo del 1962 e fu pubblicata nel giugno successivo. Fino ad allora si riteneva che simili composti non potessero esistere, sia perché i tentativi di sintetizzare composti del gas nobile xeno erano falliti, e sia perché in base al concetto di ottetto completo di elettroni si prevedeva che i gas nobili non potessero dar luogo a reazioni chimiche.
Studiando le proprietà dei composti interalogeni era apparso chiaro che i fluoruri dei gas nobili erano i soli accessibili. Sino dal 1949/50 un gruppo di ricerca di Münster aveva discusso a fondo sulla possibilità di formare fluoruri di xeno e sulle proprietà che potevano avere. Questo gruppo di ricerca era convinto, già nel 1951, che XeF4 e XeF6 dovessero essere termodinamicamente stabili rispetto alla dissociazione negli elementi costituenti.
Per molto tempo furono fatti tentativi occasionali di sintetizzare fluoruri di xeno. Tuttavia a Münster ci furono difficoltà tecniche e concettuali. Da un lato, lo xeno non era disponibile in forma sufficientemente pura, e dall'altro lato i ricercatori credevano che  la sintesi fosse possibile solo ad alta pressione, rendendo necessarie bombole d'acciaio di F2 compresso. Sin dal 1961 queste bombole di F2 erano state promesse da amici americani, ma il trasporto non poté aver luogo fino al 1963 perché le valvole delle bombole statunitensi non erano standard in Germania e non erano ammesse, e viceversa.
Nonostante ciò, il gruppo di ricerca di Hoppe riuscì a sintetizzare XeF2 sotto forma di cristalli trasparenti all'inizio del 1962. Per far questo usarono scariche elettriche su miscele di xeno e fluoro. Neil Bartlett negli Stati Uniti tentò un esperimento analogo per la prima volta il 2 agosto 1962. Dopo pochi giorni riuscì ad ottenere il tetrafluoruro di xeno, XeF4.

### A Giessen
A Giessen, Hoppe continuò le sue ricerche di chimica dello stato solido, in particolare su sintesi e caratterizzazione di osso e fluorometallati dei metalli alcalini. Nel corso di queste ricerche pubblicò oltre 650 articoli su riviste specialistiche nazionali e internazionali. Inoltre, è stato editore scientifico della rivista Zeitschrift für Anorganische und Allgemeine Chemie (Giornale di Chimica Inorganica e Applicata).

## Attività didattica
Come professore, Hoppe insegnò a molti giovani studenti i principi fondamentali della chimica e altri argomenti più specialistici. Inoltre, 114 studenti di dottorato ottennero il Dottorato sotto la sua supervisione.

## Altre attività
Hoppe amava gli animali e contribuì a sostenere giardini zoologici.

## Onorificenze
- Dottorato ad honorem dell'Università Christian-Albrechts di Kiel (1983) e dell'Università di Lubiana (1990)
- Premio dell'Accademia delle Scienze di Göttingen (1963)
- Premio Alfred Stock della Società Chimica Tedesca (1974)
- Medaglia Henri Moissan della Società Chimica Francese (1986)
- Medaglia Jozef Stefan dell'omonimo istituto di Lubiana (1988)
- Premio Otto Hahn per la Chimica e la Fisica (1989) come primo rappresentante della chimica inorganica
- Medaglia Lavoisier della Société de France (1995)

Hoppe è stato inoltre membro di numerose società scientifiche e accademie, tra le quali l'Accademia Cesarea Leopoldina di Halle, la Accademia Austriaca delle Scienze e la Accademia delle Scienze Bavaresi.